# 柯立芝角站
柯立芝角站（英語：Coolidge Corner station）是位于马萨诸塞州布鲁克莱恩的无障碍地面轻轨站，轻轨绿线C支线在此站停靠，本站是C支线地面车站中最繁忙的车站。柯立芝角站位于灯塔街与哈佛街交汇路口两侧，柯立芝角商业街上。据2011年统计，车站日均旅客发送量为3440人。
车站于2001年进行翻新改造，改善车站无障碍环境。

## 车站结构
柯立芝角站入城和出城方向站台并不正对着，它们分别坐落在哈佛街两侧。出城方向站台在哈佛街东侧，入城方向站台在哈佛街西侧。列车到达车站后不必等待红绿灯即可进站上下客，节省乘客等待时间。
| G 街道/站台层 | 侧式站台，右侧开门 | 侧式站台，右侧开门          |
| G 街道/站台层 | 出城               | 往克利夫兰环岛 （顶峰大道） |
| G 街道/站台层 | 入城               | 往波士顿北站 （圣保罗街）   |
| G 街道/站台层 | 侧式站台，右侧开门 |                             |